# Томмот
Томмо́т (Томмот с якут. — «незамерзающий») — город (с 1933) в Алданском районе Республики Саха (Якутия) Российской Федерации, образует городское поселение город Томмот.

## История и описание
Город расположен по обоим берегам реки Алдан (приток Лены), в 390 км от Якутска, в 65 км от районного центра города Алдана.
Железнодорожная станция Амуро-Якутской железнодорожной магистрали Беркакит — Томмот — Якутск.
Своим появлением Томмот обязан промышленному освоению Алданского района в 1920-х годах. Город основан 12 июня 1925 года в 80 км от прииска Незаметного, рядом с Укуланской пристанью. Первый дом заложен 14 июня 1925 года в устье реки Укулан у её впадения в Алдан, в густом сосновом бору. Город строился, становясь зоной отдыха населения золотопромышленного Алдана. Официально статус города получен в 1933 году. В 1930—1953 годах Томмот был центром Томмотского района.
В 1925—1926 годах в Томмоте жил и работал Иван Дмитриевич Папанин. Летом 1925 года шла речь о необходимости построить на Алдане в Якутии мощную по тем временам радиостанцию. Тогда Папанина назначили заместителем начальника строительства. Начальником экспедиции был Петр Алексеевич Остряков, ранее работавший с В. Д. Бонч-Бруевичем. Папанин был заместителем «по практическим вопросам». В Томмоте вырубили в тайге площадку и принялись за дело. Папанину приходилось много ездить, добывая то необходимые для строительства гвозди, то питание для рабочих. С питанием дело обстояло неважно, продукты были очень дороги. Строительные работы закончили за год, хотя срок два года. Папанин пишет, что эта радиостанция была первой в Якутии. Далее он вспоминал, что именно со строительства радиостанции началась «северная повесть» его жизни. В 1926 году он выехал в Москву.
Город Томмот выполняет функции транспортного центра. Население занято в транспортно-распределительных, заготовительных организациях внегородского значения. Через город проходит Амуро-Якутская железнодорожная магистраль и магистраль Лена. 22 апреля 2006 года сдан в эксплуатацию построенный в черте города железнодорожный мост через р. Алдан. В городе — речная пристань, нефтебаза, деревообрабатывающие производства, пищекомбинат, центральная усадьба совхоза «Пятилетка», основные производства — молочное скотоводство, земледелие (овоще- и картофелеводство). Имеются Дом культуры, Дом пионеров, средние, неполные средние общеобразовательные и музыкальная школы, интернат санаторного типа, учреждения здравоохранения, торговли и бытового обслуживания.
16 августа 1997 года в город пришла железная дорога. Вначале было только грузовое движение, а 28 августа 2004 года была открыта железнодорожная станция, от которой пущен пассажирский поезд до Нерюнгри.
Железнодорожный и автомобильный мосты через реку Алдан: автомобильный был построен в 1987 году, железнодорожный открыт в 2006 году.
В 2010-х вблизи Томмота развивается добыча урана (Эльконская группа месторождений).
В состав городского поселения «город Томмот» входят город Томмот, посёлок Безымянный, село Ыллымах, село Верхняя Амга, село Улуу.

## Население
| 1926    | 1939    | 1959    | 1970  | 1979  | 1989  | 1992  | 1996    |
| ------- | ------- | ------- | ----- | ----- | ----- | ----- | ------- |
| 400     | ↗2804   | ↗5406   | ↗7993 | ↘6320 | ↗9460 | ↗9900 | ↗11 800 |
| 1998    | 2000    | 2001    | 2002  | 2003  | 2005  | 2006  | 2007    |
| →11 800 | ↘11 600 | ↗11 800 | ↘9032 | ↘9000 | →9000 | ↘8800 | →8800   |
| 2008    | 2009    | 2010    | 2011  | 2012  | 2013  | 2014  | 2015    |
| →8800   | ↘8684   | ↘8057   | ↘8034 | ↘7858 | ↘7666 | ↘7508 | ↘7327   |
| 2016    | 2017    | 2018    | 2019  | 2020  | 2021  | 2023  |         |
| ↘7194   | ↘7046   | ↘6935   | ↘6790 | ↗6834 | ↘6440 | ↘6320 |         |

На 1 января 2025 года по численности населения город находился на 1042-м месте из 1124 городов Российской Федерации.

## Климат
В городе Томмот резко континентальный климат. В течение года выпадает значительное количество осадков, даже во время самых засушливых месяцев. По классификации климатов Кёппена — субарктический климат (индекс Dfc) с коротким прохладным летом и постоянным увлажнением в течение года. По классификации Алисова — внутриконтинентальный умеренный климат. Среднегодовая влажность — 72,7%. Средняя скорость ветра — 3,2 м/с.
| Показатель                                                              | Янв.  | Фев.  | Март  | Апр.  | Май   | Июнь | Июль | Авг. | Сен. | Окт.  | Нояб. | Дек.  | Год   |
| ----------------------------------------------------------------------- | ----- | ----- | ----- | ----- | ----- | ---- | ---- | ---- | ---- | ----- | ----- | ----- | ----- |
| Абсолютный максимум, °C                                                 | −3,6  | 0,7   | 11,3  | 19,0  | 31,3  | 35,2 | 37,7 | 34,6 | 28,6 | 18,0  | 8,5   | −1    | 37,7  |
| Средний суточный максимум, °C                                           | −26,3 | −21,5 | −10   | 1,6   | 11,8  | 21,1 | 24,2 | 20,9 | 11,6 | −1,1  | −16,3 | −24,4 | −0,4  |
| Средняя температура, °C                                                 | −30,5 | −26,7 | −16,5 | −4,5  | 6,1   | 14,5 | 17,9 | 15,0 | 6,6  | −5,5  | −20,7 | −28,5 | −6,1  |
| Средний суточный минимум, °C                                            | −34,7 | −31,9 | −23   | −10,6 | 0,5   | 8,0  | 11,7 | 9,2  | 1,7  | −9,8  | −25   | −32,6 | −10,8 |
| Абсолютный минимум, °C                                                  | −57   | −56   | −48,7 | −38,9 | −18,1 | −7,3 | −2,4 | −4,5 | −19  | −39,6 | −48,8 | −54   | −57   |
| Норма осадков, мм                                                       | 19    | 12    | 13    | 18    | 36    | 66   | 75   | 70   | 60   | 34    | 23    | 23    | 449   |
| Источник: Средние температуры и осадки, Абсолютные минимумы и максимумы |       |       |       |       |       |      |      |      |      |       |       |       |       |

 Круглогодично это один из самых тёплых пунктов Якутии, так средняя температура января равна всего -30.5°, в плане летних температур он также один из самых удачных, средняя температура июля +17.9°, а максимальная +37.7°, годовая температура также наивысшая в Саха. Максимум февраля также один из самых высоких в Якутии и равен аж +0.7°, как и декабря -1°, да и январский максимум один из самых высоких, на +13° выше Оймякона, однако в октябре температура уже может достигать практически -40°, а в ноябре -49°, интересно что ноябрьский минимум Томмота (-48.8°) в точности равен Усть-Щугору в Коми, как самому низкому на ЕТР.

## Достопримечательности
Памятник воинам-землякам, погибшим в годы Великой Отечественной войны (1941-1945 гг.)